# Veyziat
Veyziat est une ancienne  commune française du département de l'Ain, devenue ensuite commune associée de la commune d'Oyonnax avant d'être totalement fusionnée à Oyonnax.

## Histoire

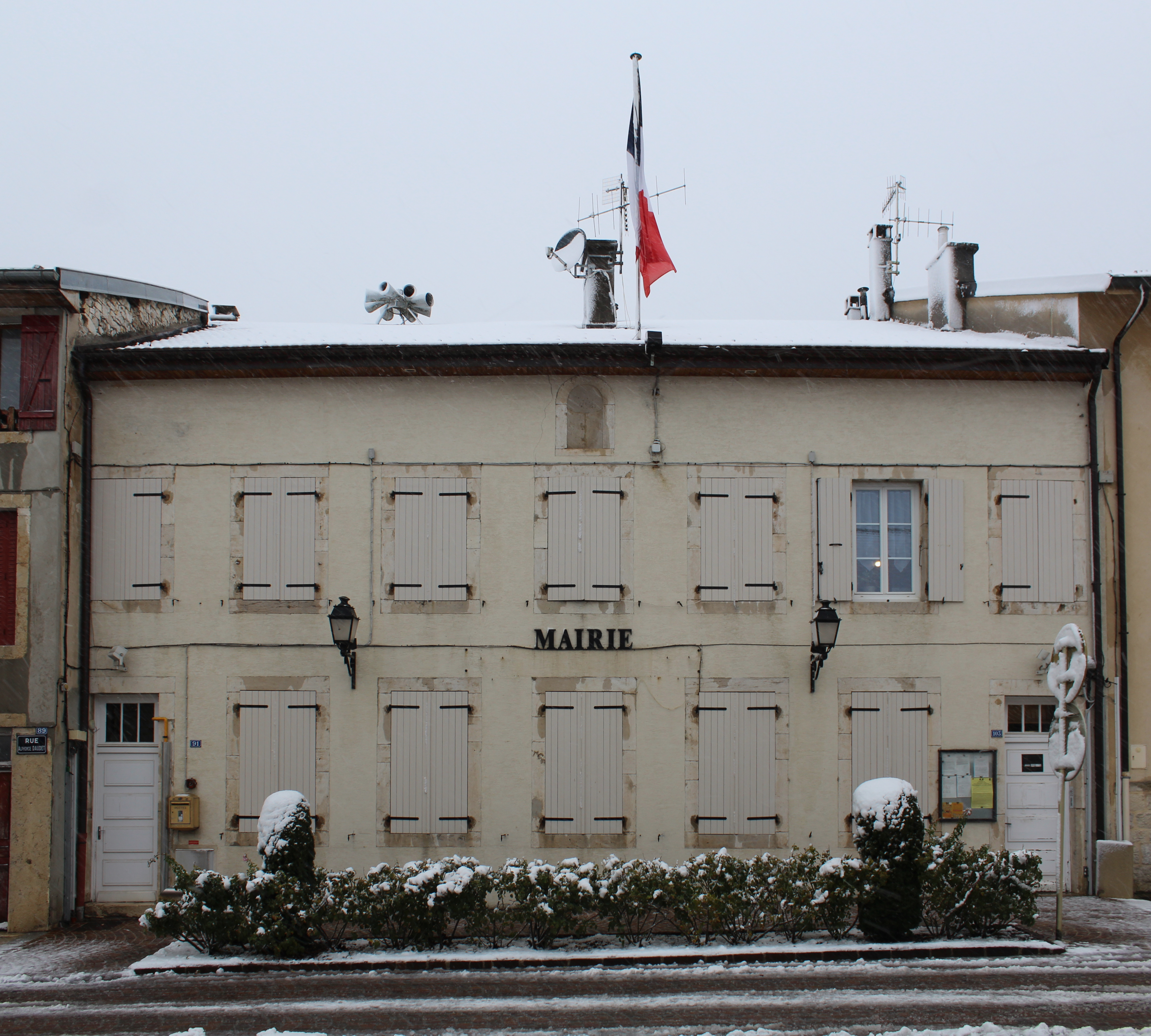
Façade de l'ancienne mairie.

Ancienne commune dans l'Ain (ancien code Insee 01440), Veyziat devient une commune associée d'Oyonnax le 1er janvier 1973 contrairement à l'ancienne commune de Bouvent qui fusionne simplement avec Oyonnax.
Le 1er janvier 2015, Veyziat perd son statut de commune associée, elle fusionne simplement avec Oyonnax.

## Population et société

### Démographie
L'évolution du nombre d'habitants est connue à travers les recensements de la population effectués dans la commune depuis 1793. Pour les communes de moins de 10 000 habitants, une enquête de recensement portant sur toute la population est réalisée tous les cinq ans, les populations de référence des années intermédiaires étant quant à elles estimées par interpolation ou extrapolation. Pour la commune, le premier recensement exhaustif entrant dans le cadre du nouveau dispositif a été réalisé en 2004.
En 2012, la commune comptait 1 419 habitants, en évolution de −5,08 % par rapport à 2006 (Ain : +5,15 %, France hors Mayotte : +2,11 %).
| 1793 | 1800 | 1806 | 1821 | 1831 | 1836 | 1841 | 1846 | 1851 |
| ---- | ---- | ---- | ---- | ---- | ---- | ---- | ---- | ---- |
| 571  | 599  | 629  | 659  | 647  | 545  | 562  | 608  | 607  |

| 1856 | 1861 | 1866 | 1872 | 1876 | 1881 | 1886 | 1891 | 1896 |
| ---- | ---- | ---- | ---- | ---- | ---- | ---- | ---- | ---- |
| 560  | 550  | 539  | 524  | 458  | 449  | 427  | 426  | 381  |

| 1901 | 1906 | 1911 | 1921 | 1926 | 1931 | 1936 | 1946 | 1954 |
| ---- | ---- | ---- | ---- | ---- | ---- | ---- | ---- | ---- |
| 392  | 392  | 394  | 326  | 327  | 338  | 290  | 258  | 281  |

| 1962 | 1968 | 2006  | 2009  | 2012  | - | - | - | - |
| ---- | ---- | ----- | ----- | ----- | - | - | - | - |
| 388  | 390  | 1 495 | 1 330 | 1 419 | - | - | - | - |

## Culture locale et patrimoine

### Lieux et monuments
- Église gothique fut construite aux XVe et XVIe siècles, et est dédiée à saint Clair. Des fresques murales datées de la fin du XIVe siècle, début du XVe siècle, ont été retrouvées sous une couche d’enduit.

## Sports
Signalons l'existence du club de football de l'US Veyziat.